# Ha Jung-woo
Đây là một tên người Triều Tiên, họ là Ha.
Ha Jung-woo (lúc nhỏ là Kim Sung-hoon sinh ngày 11 tháng 3 năm 1978) là một diễn viên Hàn Quốc. Anh nghiên cứu lĩnh vực sân khấu ở Đại học Chung-Ang, và sau vài năm tham gia những vai nhỏ và thành phần phụ, anh đã được cast vào vai chính đầu tiên của mình trong một bộ phim độc lập với kinh phí thấp The Unforgiven (2005), đạo diễn bởi người bạn của anh Yoon Jong-bin. Tiếp theo đó là bộ phimTime (2006) của Kim Ki-duk, và Never Forever (2007) cùng với Vera Farmiga. Thế nhưng, bộ phim có vai trò đột phá giúp Ha Jung-woo trở thành ngôi sao là series phim kinh dị The Chaser của Na Hong-jin (2008). Được biết đến là có khả năng thu hút lời khen của giới phê bình cũng như thành công về thương mại, Ha Jung-woo nhanh chóng trở thành diễn viên hàng đầu được yêu cầu nhiều nhất vào thế hệ của anh trong điện ảnh Hàn Quốc, giới thiệu sự linh hoạt của anh trong phim đường My Dear Enemy (2008), phim thể thao Take Off (2009), phim truyền hình tội phạm The Yellow Sea (2010), phim xã hội đen Nameless Gangster (2012), phim hài lãng mạn Love Fiction (2012), phim diệp viên kinh dị The Berlin File (2013), và phim hành động kinh dị The Terror Live (2013). Anh đã ra mắt sự nghiệp đạo diễn của mình thông qua bộ phim hài Fasten Your Seatbelt (2013).

## Thời thơ ấu
Sinh ra là Kim Sung-hoon, Ha Jung-woo xuất thân từ một gia đình có nghiệp diễn xuất. Ba của anh Kim Yong-gun là một diễn viên kì cựu nổi tiếng đã từng xuất hiện trong nhiều phim điện ảnh và series phim truyền hình trong khi em trai của anh Kim Young-hoon (nghệ danh: Cha Hyun-woo) là một diễn viên đầy khát khao và tham vọng. Ha Jung-woo đã từng chia sẻ rằng kể từ khi còn 4 hoặc 5 tuổi, anh đã ước mơ được trở thành một diễn viên giống như ba của mình. Trước khi vào đại học, anh đã tham gia vào một viện diễn xuất tư nhân và trong một khoảng thời gian anh đã được diễn viên Lee Beom-soo hướng dẫn. Sau đó anh theo học đại học Chung-Ang chuyên ngành sân khấu.
Năm 1998, Ha Jung-woo bắt đầu nghĩa vụ quân sự của mình, làm việc tại Khoa Quan hệ công chúng lực lượng vũ trang. Anh mang kinh nghiệm diễn xuất của mình để sử dụng tốt trong thời gian này, xuất hiện trong 10 bộ phim quảng cáo cho quân đội.

## Sự nghiệp
Ha Jung-woo ra mắt trong vai trò diễn xuất trong bộ phim sitcom "Honest Living" của đài SBS năm 2002 và phim truyện Madeleine năm 2003. Trong một vài năm tiếp theo, sự nghiệp diễn xuất của anh tụt xuống mức thấp trọng điểm, chỉ xuất hiện trong một vài vai phụ, nhưng cũng không có được nhiều sự chú ý. Mọi thứ bắt đầu thay đổi vào năm 2005. Anh ký hợp đồng với công ty tài năng SidusHQ và đồng ý với nghệ danh Ha Jung-woo. Ha Jung-woo cũng xuất hiện trong vai chính đầu tiên của mình trong bộ phim độc lập The Unforgiven - một lời phê bình sắc bén về bạo lực thể chất và tinh thần trong hàng ngũ quân đội. Sau đó anh góp mặt trong bộ gây tranh cãi Time và Breath của đạo diễn Kim Ki-duk, hai bộ phim đã mang đến cho tài năng diễn xuất của anh nhiều sự chú ý hơn từ quê nhà Hàn Quốc cũng như nước ngoài. Trong khoảng thời gian này, vai diễn một công tố viên với quả đầu lạnh có mối quan hệ với một sĩ quan cảnh sát đầy nhiệt huyết do Go Hyun-jung thủ vai trong series phim truyền hình nổi tiếng của đài MBC H.I.T thu hút nhiều khán giả nữ hơn. Anh cũng đóng vai chính trong bộ phim độc lập của Mỹ Never Forever cùng với Vera Farmiga và giành được nhiều lời khen từ các liên hoan phim.
Sự bùng nổ của Ha Jung-woo đến từ bộ phim The Chaser vào năm 2008, trong đó ông đóng vai một nhân vật hao hao dựa trên tên giết người hàng loạt Yoo Young-chul. Bộ phim đã trở thành một hit lớn tại các phòng vé Hàn Quốc, thu về hơn 5 triệu vé bán ra, đồng thời cũng thu hút sự khen ngợi cao từ các nhà phê bình và nhiều giải thưởng từ các cơ quan giải thưởng địa phương. Vai diễn một kẻ tâm thần của Ha Jung-woo, kết hợp với hình tượng một tên vô lại quyến rũ trong My Dear Enemy cùng năm đó, đã giới thiệu tính linh hoạt và nâng cao vị trí của anh lên một trong những diễn viên được săn đón nhiều nhất trong ngành công nghiệp phim ảnh Hàn Quốc. Kể từ bộ phim The Chaser, Ha Jung-woo làm việc hầu như không ngừng nghỉ trong những năm tiếp theo, tham gia những vai trò mỗi lúc mỗi khác nhưng hấp dẫn trong Beastie Boys, Boat (2009 film)|Boat, và Take Off (Korean Movie)|Take Off. Take Off (film)|Take Off, dựa trên đội tuyển quốc gia nhảy trượt tuyết của Hàn Quốc, đã trở thành một trong những hit phòng vé lớn nhất của năm 20009.
Đạo diễn người Mỹ Martin Scorsese, người từng có lời đồn rằng sẽ làm lại bộ phim The Chaser ở Hollywood, đã có lời khen ngợi Ha Jung-woo rằng anh có tiềm năng không thua kém hai diễn viên của The Departed Leonardo DiCaprio và Matt Damon.
Ha Jung-woo đã hội ngộ với đạo diễn phim The Chaser Na Hong-jin và bạn diễn Kim Yoon-seok trong siêu phẩm thứ hai của Na Hong-jin The Yellow Sea,, đã đem lại cho Ha Jung-woo giải thưởng Diễn viên nam xuất sắc nhất từ Giải thưởng Điện ảnh châu Á, Giải thưởng Nghệ thuật BaekSang và Giải thưởng Hiệp hội phê bình điện ảnh Hàn Quốc.
Ha Jung-woo đã cho biết rằng bộ phim pháp lý kinh dị The Client đã gợi nhớ lại những ngày đầu của anh trên sân khấu, và đạo diễn phim đã dành cho anh nhiều lời khen ngợi cho những "khoảnh khắc của tài năng và sự tỏa sáng thật sự" trong suốt quá trình sản xuất.
Đầu năm 2012, Samsung Electronics đã tạo ra dự án đặt sản phẩm trong phim ngắn để giới thiệu sản phẩm Galaxy Note, sản phẩm máy tính bảng có tính năng của điện thoại di động mới nhất của họ. Mang tên "Cine Note", dự án khủng này bao gồm 3 bộ phim ngắn của các đạo diễn Kang Hyeong-cheol, Jang Hoon và E J-yong. Ha Jung-woo đã tham gia với vai chính cho cả ba bộ phim, trong khi nhạc sĩ nổi tiếng Lee Seung-chul sản xuất phần âm nhạc và họa sĩ truyện tranh webtoon Son Jae-ho và Lee Gwang-soo dựng hiệu ứng phim.
Nameless Gangster là sự hợp tác thứ ba của Ha Jung-woo với đạo diễn đồng thời là người bạn lâu năm Yoon Jong-bin, cùng với sự góp mạt của diễn viên kỳ cựu nổi tiếng Choi Min-shik. Nối tiếp theo sau đó là bộ phim hài lãng mạn độc đáo Love Fiction cùng với Gong Hyo-jin. Cả hai bộ phim đều là hit phòng vé tại Hàn Quốc vào thời điểm đó.
Sau khi hoàn thành bộ phim Love Fiction, Ha Jung-woo cùng với Gong Hyo-jin và 14 diễn viên khác đã tham gia một chuyến đi bộ xuyên quốc gia từ thủ đô Seoul tới quận Haenam, tỉnh Jeolla Nam. Chuyến hành trình của họ được ghi chép lại trong phim tài liệu 577 Project, thể hiện toàn bộ quãng đường hàng kilômét. Ha Jung-woo đã phụ trách 3 mặt sản xuất bao gồm lên kế hoạch, diễn xuất và casting. Anh cho biết mình làm như vậy để thay lời cảm ơn đến những người đã ủng hộ anh sau khi anh giành chiến thắng ở hạng mục Nam diễn viên xuất sắc nhất ở Giải thưởng nghệ thuật Baeksang năm 2010 và 2011.
Trong bộ phim The Berlin File của đạo diễn Ryoo Seung-wan, Ha Jung-woo đã đóng vai một điệp viên người Triều Tiền ở Berlin bị phản bội và cắt đuôi trong một âm mưu gián điệp tài chính. Cùng với vợ của mình(một thông dịch viên ở đại sứ quán do Jun Ji Hyun thủ vai), anh cố gắng thoát khỏi việc bị diệt khẩu, và trên đường đi còn có Ryoo Seung-bum và Han Suk-kyu trong vai hai đặc vụ người Triều Tiên và Hàn Quốc đồng hành.
Anh xuất hiện 90% trong bộ phim hành động kinh dị The Terror Live, đóng vai một người dẫn chương trình của kênh tin tức phát sống trực tiếp độc quyền trong một vụ khủng bố. Anh cũng góp mặt trong phim Kundo: Age of the Rampant, trong đó anh thủ vai một người giết thịt ngoài vòng pháp luật thời đại Joseon.
Ha Jung-woo ra mắt với vai trò đạo diễn với phim Rollercoaster (pháp hành quốc tế với tên gọi Fasten Your Seatbelt), dựa trên kịch bản phim của riêng anh về sự tương tác hài hước giữa nhóm phi hành đoàn và các hành khách (bao gồm một ngôi sao ngạo mạn của làn sóng Hallyu do Jung Kyung-ho) thủ vai) trên một chuyến bay từ Tokyo đến Sân bay quốc tế Gimpo đang có nguy cơ bị rơi khi chiếc máy bay gặp phải một cơn bão lớn. Tiếp theo dự án này, Ha Jung-woo sẽ đạo diễn và tham gia trong phim Chronicle of a Blood Merchant, một bộ phim sản xuất năm 2014 phỏng theo một tiểu thuyết năm 1995 của tác giả người trung quốc Yu Hua.
Năm 2024, Ha Jung-woo tham gia bộ phim điện ảnh Vây Hãm Trên Không của đạo diễn Kim Seong-han, anh vào vai cơ phó Tae-in. Ngoài Ha Jung-woo, bộ phim còn có sự góp mặt của các diễn viên Yeo Jin-Goo, Chae Soo-bin, Sung Dong-il,...

## Hoạt động khác
Song song với sự nghiệp diễn xuất, Ha Jung-woo đồng thời là một họa sĩ. Mặc dù nó bắt đầu như một sở thích trong thời gian học đại học, nhưng anh đã vẽ một cách nghiêm túc trong năm 2007. Những bức tranh của anh, tất cả đều được hoàn thành dưới sự kết hợp của hai phong cách Pop art và Expressionism, đã được trưng bày ở một số triển lãm nghệ thuật cá nhân. Các nhà phê bình đã từng nói những tác phẩm của Ha Jung-woo với những gam màu mạnh mẽ với những sự kết hợp thú vị gợi nhớ đến những tác phẩm của học sĩ người Mỹ Jean-Michel Basquiat. "Sống một cuộc sống của diễn viên cũng giống như đang sống trong một cuộc chiến tranh vô hình. Hội họa đã xoa dịu tôi và khiến cho tôi trở nên lý trí. Thật là quá ngông cuồng để nói rằng hội họa là sở thích của tôi; tốt hơn là nên nói đó chính là một cách để tôi tồn tại là một diễn viên", Ha Jung-woo nói.
Năm 2011, ông xuất bản một tuyển tập các bài luận có tựa đề Ha Jung-woo, Good Feeling. Bên cạnh suy ngẫm của mình về cuộc sống, anh cũng đã viết suy nghĩ của mình về các nghệ sĩ nổi tiếng như Pablo Picasso. Cuốn sách cũng bao gồm khoảng 60 bức tranh của anh.

## Đời sống cá nhân
Sau khi hẹn hò với người mẫu thời trang Gu Eun-ae từ tháng 8 năm 2008, hai người đã chia tay nhau vào tháng 1 năm 2012.

## Phim tham gia

### Điện ảnh

#### Diễn viên
| Năm  | Tên tiếng Anh                         | Tên tiếng hàn             | Vai diễn                             |
| ---- | ------------------------------------- | ------------------------- | ------------------------------------ |
| 2003 | Madeleine                             | 마들렌                    | Joon-ho                              |
| 2004 | Superstar Mr. Gam                     | 슈퍼스타 감사용           | Kim Yoo-weol                         |
| 2005 | She's on Duty                         | 잠복근무                  | Detective Jo                         |
| 2005 | The Unforgiven                        | 용서받지 못한 자          | Yoo Tae-jeong                        |
| 2006 | Time                                  | 시간                      | Ji-woo                               |
| 2006 | The Fox Family                        | 구미호 가족               | Son fox                              |
| 2007 | Never Forever                         | 두번째 사랑               | Kim Ji-ha                            |
| 2007 | Breath                                | 숨                        | Yeon's husband                       |
| 2008 | Forever the Moment                    | 우리 생애 최고의 순간     | Blind date man                       |
| 2008 | The Chaser                            | 추격자                    | Je Yeong-min                         |
| 2008 | Beastie Boys                          | 비스티 보이즈             | Jae-hyun                             |
| 2008 | Our School's E.T.                     | 울학교 이티               | Handsome doctor                      |
| 2008 | My Dear Enemy                         | 멋진 하루                 | Jo Byung-woon                        |
| 2009 | Like You Know It All                  | 잘 알지도 못하면서        | Sculptor / Cheon-soo's neighbor      |
| 2009 | Boat                                  | 보트                      | Hyung-gu                             |
| 2009 | Take Off                              | 국가대표                  | Cha Heon-tae / Bob                   |
| 2010 | Parallel Life                         | 평행이론                  | Jang Soo-young                       |
| 2010 | The Yellow Sea                        | 황해                      | Gu-nam                               |
| 2011 | Come Rain, Come Shine                 | 사랑한다, 사랑하지 않는다 | Other man                            |
| 2011 | The Client                            | 의뢰인                    | Kang Sung-hee                        |
| 2012 | Nameless Gangster: Rules of the Time  | 범죄와의 전쟁             | Choi Hyung-bae                       |
| 2012 | Love Fiction                          | 러브 픽션                 | Goo Joo-wol / Detective Ma Dong-wook |
| 2012 | 577 Project                           | 577 프로젝트              | Himself                              |
| 2013 | Behind the Camera                     | 뒷담화: 감독이 미쳤어요   | Himself                              |
| 2013 | The Berlin File                       | 베를린                    | Pyo Jong-seong                       |
| 2013 | The Terror Live                       | 더 테러 라이브            | Yoon Young-hwa                       |
| 2014 | Kundo: Age of the Rampant             | 군도: 민란의 시대         | Dolmuchi / Dolchi                    |
| 2015 | Chronicle of a Blood Merchant         | 허삼관                    | Heo Sam-gwan                         |
| 2015 | Assassination                         | 암살                      | Hawaii Pistol                        |
| 2016 | The Handmaiden                        | 아가씨                    | Count Fuijiwara                      |
| 2016 | The Tunnel                            | 터널                      | Jung-soo                             |
| 2017 | Suh Suh Pyoung, Slowly and Peacefully | 서서평, 천천히 평온하게   | Narrator                             |
| 2017 | Along With the Gods: The Two Worlds   | 신과 함께: 죄와 벌        | Gang-rim                             |
| 2017 | 1987: When the Day Comes              | 1987                      | Choi Hwan                            |
| 2018 | Take Point                            | PMC                       | Ahab                                 |
| 2018 | Along with the Gods: The Last 49 Days | 신과함께: 인과 연         | Gang-rim                             |
| 2019 | Ashfall                               | 백두산                    | Jo In-chang                          |

#### Nhà làm phim
| Năm  | Tên tiếng Anh                 | Tên tiếng hàn | Ghi chú                           |
| ---- | ----------------------------- | ------------- | --------------------------------- |
| 2013 | Fasten Your Seatbelt          | 롤러코스터    | Đạo diễn, biên kịch               |
| 2015 | Chronicle of a Blood Merchant | 허삼관        | Đạo diễn, biên kịch, nhà sản xuất |
| 2017 | Single Rider                  | 싱글라이더    | Nhà sản xuất                      |

### Phim truyền hình
| Năm       | Tên tiếng Anh    | Tên tiếng hàn | Vai diễn     | Kênh | Ghi chú     |
| --------- | ---------------- | ------------- | ------------ | ---- | ----------- |
| 2002      | Honest Living    | 똑바로 살아라 | Ha Jung-woo  | SBS  |             |
| 2003-2004 | Age of Warriors  | 무인시대      | Lee Ji-gwang | KBS  |             |
| 2005      | Lovers in Prague | 프라하의 연인 | Ahn Dong-nam | SBS  |             |
| 2007      | H.I.T            | 히트          | Kim Jae-yoon | MBC  |             |
| 2016      | Entourage        | 안투라지      | Himself      | tvN  | Cameo, ep.1 |

### Video âm nhạc
- "Betrayal" (Big Mama, 2007)

## Sân khấu
- Othello (2003)
- Waiting for Godot (2002)
- The Glass Menagerie (2002)
- The Good Doctor (2001)
- Carmen (2001)
- Be Strong, Geum-soon! (2000)

## Video ca nhạc
- Betrayal (Big Mama, 2007)

## Đĩa hát
- Alaska (Romantic Chimpanzee song ca với Ha Jung-woo - Nhạc phim Love Fiction, 2012)

## Sách
- Ha Jung-woo, Good Feeling (bài luận, 2011)

## Giải thưởng và đề cử
| Năm  | Lễ trao giải                                      | Hạng mục                                                            | Tác phẩm                             | Kết quả   | Chú thích     |
| ---- | ------------------------------------------------- | ------------------------------------------------------------------- | ------------------------------------ | --------- | ------------- |
| 2005 | 25th Korean Association of Film Critics Awards    | Nam diễn viên mới xuất sắc nhất                                     | The Unforgiven                       | Đoạt giải |               |
| 2005 | 8th Director's Cut Awards                         | Nam diễn viên mới xuất sắc nhất                                     | The Unforgiven                       | Đoạt giải | [ 57 ]        |
| 2006 | Giải thưởng Nghệ thuật Baeksang lần thứ 42        | Nam diễn viên mới xuất sắc nhất                                     | The Unforgiven                       | Đề cử     |               |
| 2006 | Giải thưởng điện ảnh Rồng Xanh lần thứ 27         | Nam diễn viên mới xuất sắc nhất                                     | The Unforgiven                       | Đề cử     |               |
| 2006 | Giải thưởng điện ảnh Hàn Quốc làn thứ 5           | Nam diễn viên mới xuất sắc nhất                                     | The Unforgiven                       | Đề cử     |               |
| 2006 | Liên hoan phim Pyeongtaek lần thứ 2               | New Currents Best Actor                                             | The Unforgiven, Time                 | Đoạt giải |               |
| 2007 | 27th Oporto International Film Festival           | Nam chính xuất sắc nhất                                             | Time                                 | Đoạt giải | [ 58 ]        |
| 2008 | 2nd Mnet 20's Choice Awards                       | Hot Movie Star - Male                                               | The Chaser                           | Đề cử     |               |
| 2008 | 16th Chunsa Film Art Awards                       | Nam diễn viên xuất sắc nhất                                         | The Chaser                           | Đoạt giải |               |
| 2008 | 4th Premiere Rising Star Awards                   | Nam diễn viên xuất sắc nhất                                         | The Chaser                           | Đoạt giải | [ 59 ]        |
| 2008 | Giải thưởng Nghệ thuật Baeksang lần thứ 44        | Nam diễn viên xuất sắc nhất                                         | The Chaser                           | Đề cử     |               |
| 2008 | 9th Korea Visual Arts Festival                    | Photogenic Award                                                    | The Chaser                           | Đoạt giải | [ 60 ]        |
| 2008 | 3rd A-Awards (Arena Homme + and Audi Korea)       | Man of the Year (Intelligence category)                             | —                                    | Đoạt giải | [ 61 ]        |
| 2008 | 11th Director's Cut Awards                        | Nam diễn viên xuất sắc nhất                                         | The Chaser, My Dear Enemy            | Đoạt giải | [ 62 ]        |
| 2008 | Giải thưởng Điện ảnh Buil lần thứ 17              | Nam diễn viên xuất sắc nhất                                         | The Chaser, Beastie Boys             | Đề cử     |               |
| 2008 | Giải thưởng điện ảnh Daejong lần thứ 45           | Nam diễn viên xuất sắc nhất                                         | The Chaser                           | Đề cử     |               |
| 2008 | 31st Golden Cinematography Awards                 | Nam diễn viên xuất sắc nhất                                         | The Chaser                           | Đoạt giải | [ 63 ]        |
| 2008 | Giải thưởng điện ảnh Rồng Xanh lần thứ 29         | Nam diễn viên xuất sắc nhất                                         | The Chaser                           | Đề cử     |               |
| 2008 | Giải thưởng điện ảnh Hàn Quốc làn thứ 7           | Nam diễn viên xuất sắc nhất                                         | My Dear Enemy                        | Đề cử     |               |
| 2009 | 3rd Asian Film Awards                             | Nam diễn viên xuất sắc nhất                                         | The Chaser                           | Đề cử     |               |
| 2009 | Giải thưởng Nghệ thuật Baeksang lần thứ 45        | Nam diễn viên xuất sắc nhất                                         | My Dear Enemy                        | Đề cử     |               |
| 2009 | 3rd Mnet 20's Choice Awards                       | Hot Movie Star - Male                                               | Take Off                             | Đoạt giải |               |
| 2009 | 17th Chunsa Film Art Awards                       | Ensemble Acting Award (Cast)                                        | Take Off                             | Đoạt giải |               |
| 2009 | 10th Busan Film Critics Awards                    | Nam diễn viên xuất sắc nhất                                         | My Dear Enemy                        | Đoạt giải | [ 64 ]        |
| 2009 | Giải thưởng Điện ảnh Buil lần thứ 18              | Nam diễn viên xuất sắc nhất                                         | My Dear Enemy                        | Đoạt giải |               |
| 2009 | Giải thưởng điện ảnh Daejong lần thứ 46           | Nam diễn viên xuất sắc nhất                                         | Take Off                             | Đề cử     |               |
| 2009 | 5th University Film Festival of Korea             | Nam diễn viên xuất sắc nhất                                         | Take Off                             | Đoạt giải | [ 65 ]        |
| 2009 | Giải thưởng điện ảnh Rồng Xanh lần thứ 30         | Nam diễn viên xuất sắc nhất                                         | Take Off                             | Đề cử     |               |
| 2009 | Giải thưởng điện ảnh Rồng Xanh lần thứ 30         | Popular Star Award                                                  | Take Off                             | Đoạt giải |               |
| 2010 | 7th Max Movie Awards                              | Nam chính xuất sắc nhất                                             | Take Off                             | Đoạt giải | [ 66 ]        |
| 2010 | Giải thưởng Nghệ thuật Baeksang lần thứ 46        | Nam chính xuất sắc nhất                                             | Take Off                             | Đoạt giải | [ 67 ]        |
| 2011 | Giải thưởng điện ảnh châu Á lần thứ 5             | Nam chính xuất sắc nhất                                             | The Yellow Sea                       | Đoạt giải | [ 68 ]        |
| 2011 | Giải thưởng điện ảnh châu Á lần thứ 5             | Favorite Actor                                                      | The Yellow Sea                       | Đề cử     |               |
| 2011 | Giải thưởng Nghệ thuật Baeksang lần thứ 47        | Nam chính xuất sắc nhất                                             | The Yellow Sea                       | Đoạt giải | [ 69 ]        |
| 2011 | Giải thưởng Điện ảnh Buil lần thứ 20              | Nam chính xuất sắc nhất                                             | The Yellow Sea                       | Đề cử     |               |
| 2011 | 31st Korean Association of Film Critics Awards    | Nam chính xuất sắc nhất                                             | The Yellow Sea                       | Đoạt giải | [ 70 ]        |
| 2012 | 6th Mnet 20's Choice Awards                       | 20's Movie Actor                                                    | Nameless Gangster: Rules of the Time | Đề cử     |               |
| 2012 | 16th Puchon International Fantastic Film Festival | Producer's Choice Award                                             | —                                    | Đoạt giải | [ 71 ]        |
| 2012 | 5th Style Icon Awards                             | Top 10 Style Icon                                                   | —                                    | Đoạt giải |               |
| 2012 | 56th Asia-Pacific Film Festival                   | Best Supporting Actor                                               | Nameless Gangster: Rules of the Time | Đề cử     |               |
| 2012 | Giải thưởng Điện ảnh Buil lần thứ 21              | Nam diễn viên xuất sắc nhất                                         | Nameless Gangster: Rules of the Time | Đề cử     |               |
| 2012 | 4th Pierson Movie Festival                        | Nam diễn viên xuất sắc nhất                                         | Nameless Gangster: Rules of the Time | Đoạt giải | [ 72 ]        |
| 2012 | 3rd Korean Popular Culture & Arts Awards          | Prime Minister Award                                                | —                                    | Đoạt giải |               |
| 2012 | Giải thưởng điện ảnh Rồng Xanh lần thứ 33         | Nam diễn viên xuất sắc nhất                                         | Nameless Gangster: Rules of the Time | Đề cử     |               |
| 2012 | Giải thưởng điện ảnh Rồng Xanh lần thứ 33         | Popular Star Award                                                  | Nameless Gangster: Rules of the Time | Đoạt giải | [ 73 ]        |
| 2013 | Giải thưởng điện ảnh châu Á lần thứ 7             | Best Supporting Actor                                               | Nameless Gangster: Rules of the Time | Đề cử     |               |
| 2013 | 7th Mnet 20's Choice Awards                       | 20's Movie Star – Male                                              | The Berlin File                      | Đề cử     |               |
| 2013 | Giải thưởng Nghệ thuật Baeksang lần thứ 49        | Nam diễn viên xuất sắc nhất                                         | The Berlin File                      | Đoạt giải | [ 74 ]        |
| 2013 | 14th Busan Film Critics Awards                    | Nam diễn viên xuất sắc nhất                                         | The Terror Live                      | Đoạt giải |               |
| 2013 | Giải thưởng Điện ảnh Buil lần thứ 22              | Nam diễn viên xuất sắc nhất                                         | The Terror Live                      | Đề cử     |               |
| 2013 | 6th Style Icon Awards                             | Top 10 Style Icon                                                   | —                                    | Đề cử     |               |
| 2013 | Giải thưởng điện ảnh Rồng Xanh lần thứ 34         | Nam diễn viên xuất sắc nhất                                         | The Terror Live                      | Đề cử     |               |
| 2013 | 8th A-Awards (Arena Homme + and Audi Korea)       | Charismatic Award                                                   | —                                    | Đoạt giải |               |
| 2014 | 9th Max Movie Awards                              | Nam diễn viên xuất sắc nhất                                         | The Terror Live                      | Đề cử     |               |
| 2014 | Liên hoan phim Châu Á Osaka lần thứ 9             | Most Promising Talent                                               | Fasten Your Seatbelt                 | Đoạt giải | [ 75 ]        |
| 2014 | Liên hoan phim Châu Á Osaka lần thứ 9             | Grand Prix Award                                                    | Fasten Your Seatbelt                 | Đề cử     |               |
| 2014 | Giải thưởng Nghệ thuật Baeksang lần thứ 50        | Best New Director (Film)                                            | Fasten Your Seatbelt                 | Đề cử     |               |
| 2014 | Giải thưởng Nghệ thuật Baeksang lần thứ 50        | Nam diễn viên xuất sắc nhất                                         | The Terror Live                      | Đề cử     |               |
| 2014 | 34th Golden Cinema Film Festival                  | Grand Prize (Daesang) for Acting                                    | The Terror Live                      | Đoạt giải |               |
| 2015 | 20th Chunsa Film Art Awards                       | Nam diễn viên xuất sắc nhất                                         | Kundo: Age of the Rampant            | Đoạt giải | [ 76 ]        |
| 2015 | Liên hoan phim quốc tế Hawaii lần thứ 35          | Renaissance Award                                                   | —                                    | Đoạt giải | [ 77 ]        |
| 2015 | 15th Gwangju International Film Festival          | Excellent Asia-Pacific Young Director Award                         | Chronicle of a Blood Merchant        | Đề cử     |               |
| 2015 | Giải thưởng điện ảnh Daejong lần thứ 52           | Nam diễn viên xuất sắc nhất                                         | Assassination                        | Đề cử     |               |
| 2016 | 2nd Fashionista Awards                            | Best Fashionista – Movie Category                                   | The Handmaiden                       | Đề cử     |               |
| 2016 | Giải thưởng điện ảnh Rồng Xanh lần thứ 37         | Nam chính xuất sắc nhất                                             | The Tunnel                           | Đề cử     |               |
| 2016 | Giải thưởng điện ảnh Daejong lần thứ 53           | Nam chính xuất sắc nhất                                             | The Tunnel                           | Đề cử     |               |
| 2017 | Giải thưởng Nghệ thuật Baeksang lần thứ 53        | Nam chính xuất sắc nhất                                             | The Tunnel                           | Đề cử     |               |
| 2017 | 22nd Chunsa Film Art Awards                       | Nam chính xuất sắc nhất                                             | The Tunnel                           | Đoạt giải | [ 78 ]        |
| 2018 | Taxpayers' Day                                    | Presidential Commendation                                           | —                                    | Đoạt giải | [ 79 ]        |
| 2018 | Liên hoan phim Hàn Quốc Florence                  | Giải thưởng văn hóa                                                 | —                                    | Đoạt giải | [ 80 ]        |
| 2018 | Giải thưởng điện ảnh Marie Claire                 | Giải thưởng tiên phong                                              | Along With the Gods: The Two Worlds  | Đoạt giải |               |
| 2018 | The Seoul Awards                                  | Nam chính xuất sắc nhất (Film)                                      | Along With the Gods: The Two Worlds  | Đoạt giải | [ 81 ]        |
| 2018 | Giải thưởng điện ảnh Rồng Xanh lần thứ 39         | Best Leading Actor                                                  | Along With the Gods: The Two Worlds  | Đề cử     | [ 82 ]        |
| 2018 | KCA Consumer Day Awards                           | Nam diễn viên phim xuất sắc nhất                                    | Along With the Gods: The Two Worlds  | Đoạt giải | [ 83 ]        |
| 2018 | Asia Artist Awards                                | Nghệ sĩ của năm                                                     | —                                    | Đoạt giải | [ 84 ]        |
| 2018 | Asia Artist Awards                                | Nghệ sĩ xuất sắc nhất                                               | —                                    | Đoạt giải | [ 84 ]        |
| 2018 | Asia Artist Awards                                | Fabulous Award                                                      | —                                    | Đoạt giải | [ 84 ]        |
| 2021 | Brussels International Fantastic Film Festival    | Giải thưởng Silver Crow                                             | The Closet                           | Đoạt giải | [ 85 ]        |
| 2022 | Giải thưởng phim truyền hình Hàn Quốc lần thứ 13  | Grand Prize (Daesang)                                               | Narco-Saints                         | Đoạt giải | [ 86 ]        |
| 2023 | 21st Director's Cut Awards                        | Nam diễn viên xuất sắc nhất - Truyền hình                           | Narco-Saints                         | Đề cử     | [ 87 ]        |
| 2023 | Giải thưởng Truyền hình Rồng Xanh lần thứ 2       | Nam diễn viên xuất sắc nhất                                         | Narco-Saints                         | Đoạt giải | [ 88 ]        |
| 2023 | Asian Academy Creative Awards                     | Nam diễn viên chính xuất sắc nhất (Giải thưởng quốc gia – Hàn Quốc) | Narco-Saints                         | Đoạt giải | [ 89 ] [ 90 ] |